# Franz Xaver Holzbaur
Franz Xaver Holzbaur (* 2. September 1845 in Mindelheim; † 9. Januar 1912 ebenda) war Kirchen- und Dekorationsmaler. Sein Vater war der Posamentier Matthias Holzbaur. Das Malerhandwerk erlernte Franz Xaver Holzbaur bei dem Mindelheimer Kirchenmaler Anton Braun. Aus seiner Ehe mit Sophie Miller aus Ravensburg gingen mehrere Kinder hervor. Durch die Ausbildung bei Braun malte Holzbaur vor allem in dem nazarenischen Stil in der Zeit des Historismus. Viele Kirchen und Kapellen im Umkreis von Mindelheim wurden von ihm ausgestattet. Er arbeitete oft mit dem Bildhauer Stückle und den Altarbauern Georg Ried aus Nassenbeuren und Philipp Jörg aus Mattsies.